# PDGFC
PDGFC (англ. Platelet derived growth factor C) – білок, який кодується однойменним геном, розташованим у людей на короткому плечі 4-ї хромосоми. Довжина поліпептидного ланцюга білка становить 345 амінокислот, а молекулярна маса — 39 029.
| 10         |  | 20         |  | 30         |  | 40         |  | 50         |
| ---------- |  | ---------- |  | ---------- |  | ---------- |  | ---------- |
| MSLFGLLLLT |  | SALAGQRQGT |  | QAESNLSSKF |  | QFSSNKEQNG |  | VQDPQHERII |
| TVSTNGSIHS |  | PRFPHTYPRN |  | TVLVWRLVAV |  | EENVWIQLTF |  | DERFGLEDPE |
| DDICKYDFVE |  | VEEPSDGTIL |  | GRWCGSGTVP |  | GKQISKGNQI |  | RIRFVSDEYF |
| PSEPGFCIHY |  | NIVMPQFTEA |  | VSPSVLPPSA |  | LPLDLLNNAI |  | TAFSTLEDLI |
| RYLEPERWQL |  | DLEDLYRPTW |  | QLLGKAFVFG |  | RKSRVVDLNL |  | LTEEVRLYSC |
| TPRNFSVSIR |  | EELKRTDTIF |  | WPGCLLVKRC |  | GGNCACCLHN |  | CNECQCVPSK |
| VTKKYHEVLQ |  | LRPKTGVRGL |  | HKSLTDVALE |  | HHEECDCVCR |  | GSTGG      |

A: Аланін

C: Цистеїн

D: Аспарагінова кислота

E: Глутамінова кислота

F: Фенілаланін

G: Гліцин

H: Гістидин

I: Ізолейцин

K: Лізин

L: Лейцин

M: Метіонін

N: Аспарагін

P: Пролін

Q: Глутамін

R: Аргінін

S: Серин

T: Треонін

V: Валін

W: Триптофан

Кодований геном білок за функціями належить до факторів росту, мітогенів, білків розвитку. 
Задіяний у такому біологічному процесі як альтернативний сплайсинг. 
Локалізований у клітинній мембрані, цитоплазмі, ядрі, мембрані.
Також секретований назовні.